# Análise Editorial
A Análise Editorial é uma editora brasileira, sediada na cidade de São Paulo. Fundada em 2005 pelos sócios Silvana Quaglio, Alexandre Secco e Eduardo Oinegue, a companhia realiza a produção de conteúdo jornalístico segmentado voltado para a análise da economia brasileira e global.
A primeira publicação, “Análise Comércio Exterior e Negócios Internacionais”, foi lançada em 2005. Entre 2005 e 2012, a Análise Editorial lançou doze novos títulos com periodicidade anual e edições especiais.

## Publicações
- Análise Advocacia 500, que apresenta os nomes dos escritórios e advogados mais admirados pelos executivos das maiores companhias do Brasil; a primeira edição foi lançada em 2006[2]. A publicação tem periodicidade anual com distribuição dirigida de 40 mil exemplares.
- Análise Executivos Jurídicos e Financeiros, que apresenta o perfil dos principais executivos brasileiros nessas áreas, foi publicada em 2010 e resultou da conjunção de dois títulos lançados em 2008 e 2009. A publicação tem periodicidade anual com distribuição dirigida de 18 mil exemplares.
- Análise DNA - Diretório Nacional da Advocacia é a publicação mais nova da editora. É um guia definitivo de escritórios e advogados, estabelecidos em todo o Brasil; a ferramenta é fundamental para quem contrata serviços jurídicos. A publicação tem periodicidade anual com distribuição dirigida de 37 mil exemplares.

## Outras publicações
- Análise Brasil Global, que analisa a posição do Brasil no mercado internacional, foi publicada em 2005, 2006, 2007, 2008 e 2010. A partir de 2007 a publicação conta com conteúdo bilíngue em português e inglês. As edições de 2006 e 2007 promoveram o Prêmio Análise-FIA de Comércio Exterior, parceria entre a Análise Editorial e a Fundação Instituto de Administração. A publicação tem periodicidade anual com distribuição dirigida de 35 mil exemplares e até 2008 era intitulada Análise Comércio Exterior e Negócios Internacionais.
- Análise Gestão Ambiental, que apresenta as práticas ambientais das principais companhias brasileiras e o perfil das principais ONGs, teve edições em 2007, 2008, 2009 e 2010/2011. A publicação conta com conteúdo bilíngue em português e inglês, e tem periodicidade anual com distribuição dirigida de 35 mil exemplares.
- Análise Companhias Abertas, que analisa os indicadores dos principais companhias listadas na BM&FBovespa, foi publicada em 2007 e 2008. A publicação conta com conteúdo bilíngue em português e inglês.
- Análise Energia, um levantamento sobre o setor energético brasileiras e suas principais empresas, foi publicada em 2008, 2009, 2010 e 2011. A publicação conta com conteúdo bilíngue em português e inglês, e tem periodicidade anual com distribuição dirigida de 35 mil exemplares.
- Análise Saúde, que apresenta os nomes dos médicos e hospitais mais admirados do Brasil, foi publicada em 2008 e 2009.
- Análise Diretores de RH, que apresenta o perfil dos principais executivos brasileiros de recursos humanos, foi publicada em 2010. A publicação tem periodicidade anual com distribuição dirigida de 14 mil exemplares.

## Edições especiais
- Análise Justiça, que analisa o perfil dos ministros do STF e STJ e as suas principais decisões, foi publicada como edição especial em 2006.
- São Paulo Outlook, que apresenta indicadores, depoimentos e análises a respeito do ambiente de negócios da cidade de São Paulo foi publicada em 2010 em português, inglês, espanhol e mandarim. A edição contou com o apoio da Prefeitura de São Paulo e SPTuris.[3]